# San Jacopo sopr’Arno

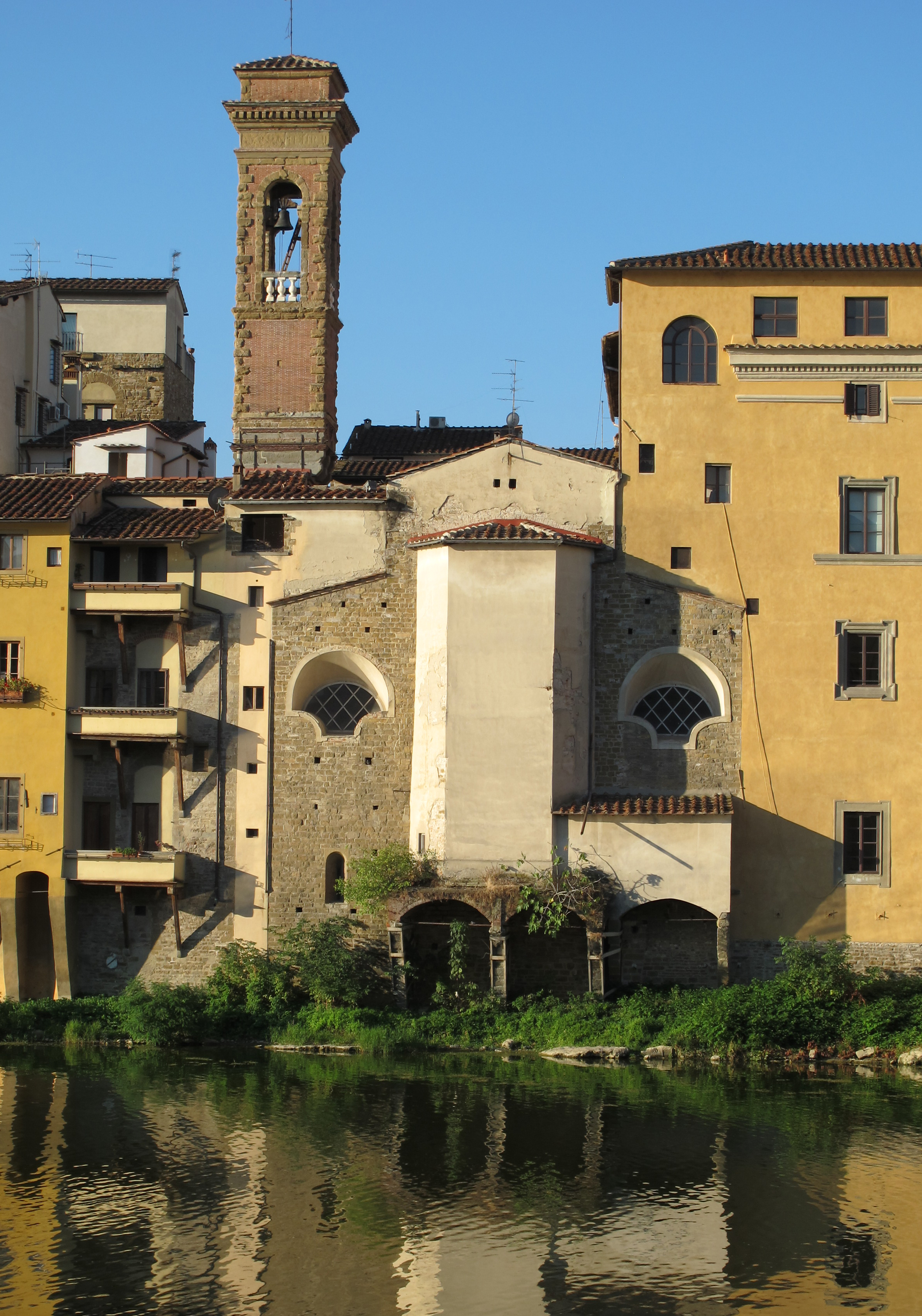
Ansicht San Jacopo sopr’Arno vom gegenüberliegenden Flussufer

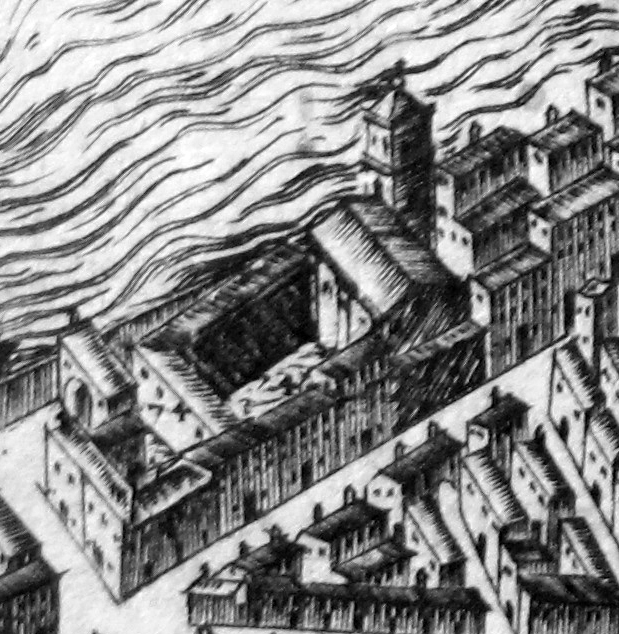
Historische Ansicht von San Jacopo sopr’Arno

San Jacopo sopr’Arno, auch San Jacopo Soprarno, ist eine dem Apostel Jakobus d. Ä. geweihte Kirche in Florenz. Der Kirchenbau zählt zu den ältesten der Stadt, liegt unmittelbar am Fluss Arno und wird seit 2006 von der Griechisch-orthodoxen Kirche als Gotteshaus genutzt.

## Bauhistorie und Kunst
Die Kirche weist Elemente aus verschiedenen Epochen auf – von der Romanik bis zum Barock. Ihre Ursprünge reichen bis in eine Zeit vor dem 11. Jahrhundert, wie Grabungen ergaben. Der dreischiffige Bau stammt aus dem 12. Jahrhundert und ist durch mehrere Umbauten in seiner ursprünglichen Form stark verändert. Der Portikus zeigt sich in romanischem Stil, wie Materialität und Form der Säulen und Bögen sowie die dekorativen Elemente verdeutlichen. Einige entstammen jedoch der 1529 für den Bau einer Befestigungsanlage niedergerissenen Kirche San Donato in Scopeto. Den 1660 erbauten Glockenturm entwarf Gherardo Silvani.
Das Innere erhielt um 1709 seine barocke Gestalt. Die Ridolfi-Kapelle mit ihrer von Filippo Brunelleschi erbauten Kuppel (laut Giorgio Vasari eine Miniatur der Kuppel der Kathedrale von Florenz) wurde entfernt und die elf Seitenkapellen mit vergoldeten Stuckarbeiten bereichert. Einige Gewölbefresken sind ein Werk von Vincenzo Meucci (1694–1766); die Fresken im Presbyterium und hinter dem Hauptaltar wurden 1718 von Matteo Bonechi (1669–1756) gemalt. Als weitere Florentiner Künstler sind Niccolò Lapi (ca. 1667–1732), Pietro Dandini (1646–1712) und Agostino Veracini (1689–1762) vertreten.

## Trivia
Da die Kirche unmittelbar am Fluss liegt, umspült der Arno bei hohem Wasserstand den Mauervorsprung, hinter dem sich die Apsis befindet. Aus diesem Grund spricht man im Florentiner Volksmund davon, dass der heilige Jakobus sein Hinterteil im Arno badet.